# قطعنامه ۱۷۳۶ شورای امنیت
قطعنامه ۱۷۳۶ شورای امنیت سازمان ملل متحد که در تاریخ ۲۲ دسامبر ۲۰۰۶ تصویب شد، سندی بین‌المللی دربارهٔ اوضاع در مورد جمهوری دموکراتیک کنگو است. این قطعنامه طی نشست ۵۶۱۰ام با ۱۵ رای موافق، ۰ مخالف و ۰ ممتنع تصویب شد.